# Арпаджик (дем Бук)
Арпаджик (на гръцки: Στέρνα, Стерна, до 1927 година Αρπατζίκ, Αρμπατζίκ или Αρπαδζίκ) е село в Република Гърция, разположено на територията на дем Бук (Паранести) в област Източна Македония и Тракия.

## География
Селото е разположено на 180 m, на 5 km източно от демовия център Бук (Паранести), на десния бряг на Места (Нестос).

## История
До 1924 година селото е населено с турци. В средата на 20-те години по силата на Лозанския договор жителите на Арпаджик емигрират в Турция. През 1927 година името на селото е сменено от Арпаджик (Αρμπατζίκ) на Стерна (Στέρνα). До 1928 година в Арпаджик са заселени 13 гръцки семейства с 60 души – бежанци от Турция.
| Година    | 1913 | 1920 | 1928 | 1940 | 1951 | 1961 | 1971 | 1981 | 1991 | 2001 | 2011 | 2021 |
| --------- | ---- | ---- | ---- | ---- | ---- | ---- | ---- | ---- | ---- | ---- | ---- | ---- |
| Население | 123  | 111  | 112  | 577  | 156  | 150  | 70   | 50   | 53   | 36   | 31   | 15   |